# Sophie Warny
 Sophie Warny  (* 1969) ist eine belgisch-amerikanische Palynologin und Hochschullehrerin. Sie ist an der Louisiana State University in Baton Rouge Professorin und AASP-Lehrstuhlinhaberin für Palynologie in der Abteilung für Geologie und Geophysik sowie Kuratorin am Museum of Natural Science (MNS).  Sie ist Leiterin des American Association of Stratigraphic Palynologists (AASP)-The Palynological Society Center for Excellence in Palynology (CENEX) und war 2016 Vizepräsidentin der Society for Sedimentary Geology.

## Leben und Werk
Warny wuchs in Belgien auf. Sie studierte Geologie an der Université catholique de Louvain, wo sie 1992 einen Bachelor-Abschluss erhielt. Anschließen studierte sie Palynologie und Ozeanographie an der Universität Lüttich, wo sie 1993 einen weiteren Bachelor-Abschluss in Ozeanografie erwarb.
Von 1993 bis 1999 war sie Assistenzdozentin und Doktorandin an der Université catholique de Louvain. Sie promovierte bei einem Dozenten im südfranzösischen Montpellier, der vom Smithsonian Institute in Washington gebeten worden war, die Palynologie an afrikanischer Kohle zu untersuchen. Während ihrer Promotionszeit in Montpellier führte sie Untersuchungen über  die Austrocknung des Mittelmeers, die sogenannte Messinische Salinitätskrise. An der Louisiana State University (LSU) forschte sie von 2000 bis 2002 als Postdoktorandin und anschließend als Bildungsdirektorin des Museum of Natural Science. 2008 wurde sie Assistenzprofessorin, 2014 außerordentliche Professorin und 2020 Professorin.

## Forschung
Ihr Forschungsprogramm konzentriert sich hauptsächlich auf Küsten- und Meeresabschnitte. Mit ihrem Laborteam führt sie  stratigraphische und paläoökologische Studien in der Antarktis, Nordafrika, Kolumbien, dem Golf von Papua und der Golfregion von Mexiko durch.
Warny war an sechs Projekten in der Antarktis beteiligt, bei denen sie Sedimente entnahm, die Palynomorphen extrahierte und untersuchte, welche Vegetation früher in der Antarktis existierte. Sie arbeitete mit  Palynologen aus aller Welt zusammen, so mit Rosemary Askin, eine der Pionierinnen in der Antarktis. 2007 arbeitete Warny am Antarktis-Bohrprogramm (ANDRILL) mit. Im Rahmen dieses Programms wurden 1.138 m Sedimentkerne geborgen, die von einem multinationalen Team, bestehend aus Universitäten unter anderem in den USA, Neuseeland, Italien und Deutschland, analysiert wurden. Insbesondere stellte sie bei der Analyse eines etwa 15,7 Millionen Jahre alten Kernabschnitts einen rapiden Anstieg der Zahl terrestrischer und mariner Palynomorphen in einem zwei Meter dicken Kernabschnitt fest, der aus 310 bis 312 Metern Tiefe geborgen worden war. Diese Zunahme deutet auf eine Erwärmungsperiode von einigen tausend Jahren hin, in der sowohl die Meeres- als auch die Landtemperaturen wesentlich wärmer waren als heute. Die in diesen Proben gefundenen Pollenkörner führen zu dem erstaunlichen Schluss, dass die Antarktische Halbinsel einst Buchenwälder beherbergte. Warnys Analyse anderer Kernmaterialien ergab auch, wann die Vegetation von der Antarktischen Halbinsel verschwand. Vor etwa 12,8 Millionen Jahren, als der Kontinent in eine intensivere Phase globaler Abkühlung eintrat, wurde der von Buchen dominierte Wald, der nach und nach durch spärlichere Tundra ersetzt worden war, dezimiert. Bald darauf wurde die Region von Eisdecken bedeckt.

## Auszeichnungen und Ehrungen (Auswahl)
- 1996: AASP Graduate Student Award[8]
- 1999: UCL Dissertation Award,
- 2011: National Science Foundation (NSF) CAREER Award
- 2014: LSU Rising Faculty Research Award[9]
- 2023: American Association for the Advancement of Science (AAAS) Fellow[10]

## Veröffentlichungen (Auswahl)
- mit Rosemary Askin: Vegetation and organic-walled phytoplankton at the end of the Antarctic greenhouse world: latest Eocene cooling events. In: J.B. Anderson, J.S. Wellner (Hrsg.): Tectonic, Climatic, and Cryospheric Evolution of the Antarctic Peninsula. American Geophysical Union, Washington, D.C. 2011, S. 193–210, doi:10.1029/2010sp000965.
- mit R. A. Askin, M. J.  Hannah, B. A. R. Mohr, J. I.  Raine,D. M. Harwood, F. Florindo: Palynomorphs from a sediment core reveal a sudden remarkably warm Antarctica during the middle Miocene. Geology. 37 (10), 2009, S.  955–958.  doi:10.1130/G30139A.1.